# Cassidulidae
De Cassidulidae zijn een familie van zee-egels (Echinoidea) uit de orde Cassiduloida.

## Geslachten
- Cassidulus Lamarck, 1801
- Eurhodia Haime, 1853
- Glossaster Lambert, 1918 †
- Paralampas Duncan & Sladen, 1882 †
- Rhyncholampas A. Agassiz, 1869